# Liste der Kulturdenkmale in Diekirch
In der Liste der Kulturdenkmale in Diekirch sind alle Kulturdenkmale der luxemburgischen Gemeinde Diekirch aufgeführt (Stand: 15. Juli 2025).

## Kulturdenkmale nach Ortsteil

### Diekirch
| Bild                                      | Bezeichnung                                                            | Lage                                                     | Beschreibung                                                                 | Stufe | Eingetragen seit   |
| ----------------------------------------- | ---------------------------------------------------------------------- | -------------------------------------------------------- | ---------------------------------------------------------------------------- | ----- | ------------------ |
| Weitere Bilder                            | Laurentiuskirche und umgebendes Gelände                                | Passage St-Laurent (Karte)                               | Al Kierch („Alte Kirche“) genannt; älteste Teile aus dem 6./7. Jh.           | PCN   | 13. September 1978 |
| Weitere Bilder                            | Diekircher Stadthaus                                                   | 27, avenue de la Gare (Karte)                            |                                                                              | PCN   | 2. Dezember 2007   |
| Gebäude                                   | Gebäude                                                                | 30, rue du Palais (Karte)                                |                                                                              | PCN   | 6. März 2009       |
| Gebäude                                   | Gebäude                                                                | 26, rue du Palais (Karte)                                |                                                                              | PCN   | 13. November 2009  |
| Gebäude                                   | Gebäude                                                                | 34, rue du Palais (Karte)                                |                                                                              | PCN   | 13. November 2009  |
| Gebäude                                   | Gebäude                                                                | 2, rue du Pont (Karte)                                   |                                                                              | PCN   | 26. Februar 2010   |
| Gebäude                                   | Gebäude                                                                | 5, rue du Pont (Karte)                                   |                                                                              | PCN   | 26. Februar 2010   |
| Gebäude                                   | Gebäude                                                                | 15, rue de la Sûre, lieu-dit rue Alexis-Heck (Karte)     | ehemalige Brennerei Suttor                                                   | PCN   | 26. Februar 2010   |
| Gebäude                                   | Gebäude                                                                | 31, rue Jean l’Aveugle (Karte)                           | Mehrzweckgebäude, gebaut 1916; mit u. a. Vereinsräumen, Turnsaal, Kino Scala | PCN   | 26. Februar 2010   |
| Gebäude                                   | Gebäude                                                                | 14, rue du Pensionnat (Karte)                            | Zwillingshaus von 12, rue du Pensionnat                                      | PCN   | 26. Oktober 2012   |
| Haus                                      | Haus                                                                   | 12, rue du Pensionnat (Karte)                            | Zwillingshaus von 14, rue du Pensionnat                                      | PCN   | 18. Oktober 2013   |
| Weitere Bilder                            | Diekircher Dekanatskirche mit historischer Ausstattung und Kunstwerken | Place des Récollets (Karte)                              |                                                                              | PCN   | 21. Juni 2017      |
| Ehemaliges Internat Notre-Dame de Lourdes | Ehemaliges Internat Notre-Dame de Lourdes                              | 20, rue de l’Hôpital (Karte)                             |                                                                              | PCN   | 6. Juli 2018       |
| Weitere Bilder                            | Schloss Wirtgen mit Nebengebäuden                                      | 8, place Auguste Wirtgen und 16, rue St. Nicolas (Karte) |                                                                              | PCN   | 12. Mai 2021       |
| Gebäude                                   | Gebäude                                                                | 29, rue Victor Muller-Fromes (Karte)                     |                                                                              | PCN   | 10. Dezember 2021  |
| Weitere Bilder                            | Empfangsgebäude des Diekircher Bahnhofs                                | (Karte)                                                  |                                                                              | PCN   | 19. Oktober 2022   |
| Gebäude                                   | Gebäude                                                                | 37, route de Gilsdorf (Karte)                            |                                                                              | PCN   | 8. August 2023     |
| Gebäude                                   | Gebäude                                                                | 39, route de Gilsdorf (Karte)                            |                                                                              | PCN   | 20. Juni 2024      |
| Gebäude                                   | Gebäude                                                                | 1, rue de la Brasserie (Karte)                           | Diekircher Brauerei                                                          | IS    | 17. Oktober 2011   |
| Gebäude                                   | Gebäude                                                                | 13, rue des Fleurs (Karte)                               |                                                                              | IS    | 15. April 2016     |
| Haus                                      | Haus                                                                   | 17, rue Jean l’Aveugle (Karte)                           |                                                                              | IS    | 28. November 2017  |
| Gebäude                                   | Gebäude                                                                | 28, rue Alexis Heck (Karte)                              | Zeitweiliger Wohnsitz von Alexis Heck                                        | IS    | 20. November 2018  |

Legende: PCN – Immeubles et objets bénéficiant des effets de classement comme patrimoine culturel national; IS – Immeubles et objets inscrits à l’inventaire supplémentaire